# Ochicanthon besucheti
Ochicanthon besucheti là một loài bọ cánh cứng trong họ Bọ hung (Scarabaeidae).